# Carl Geiger (Optiker)

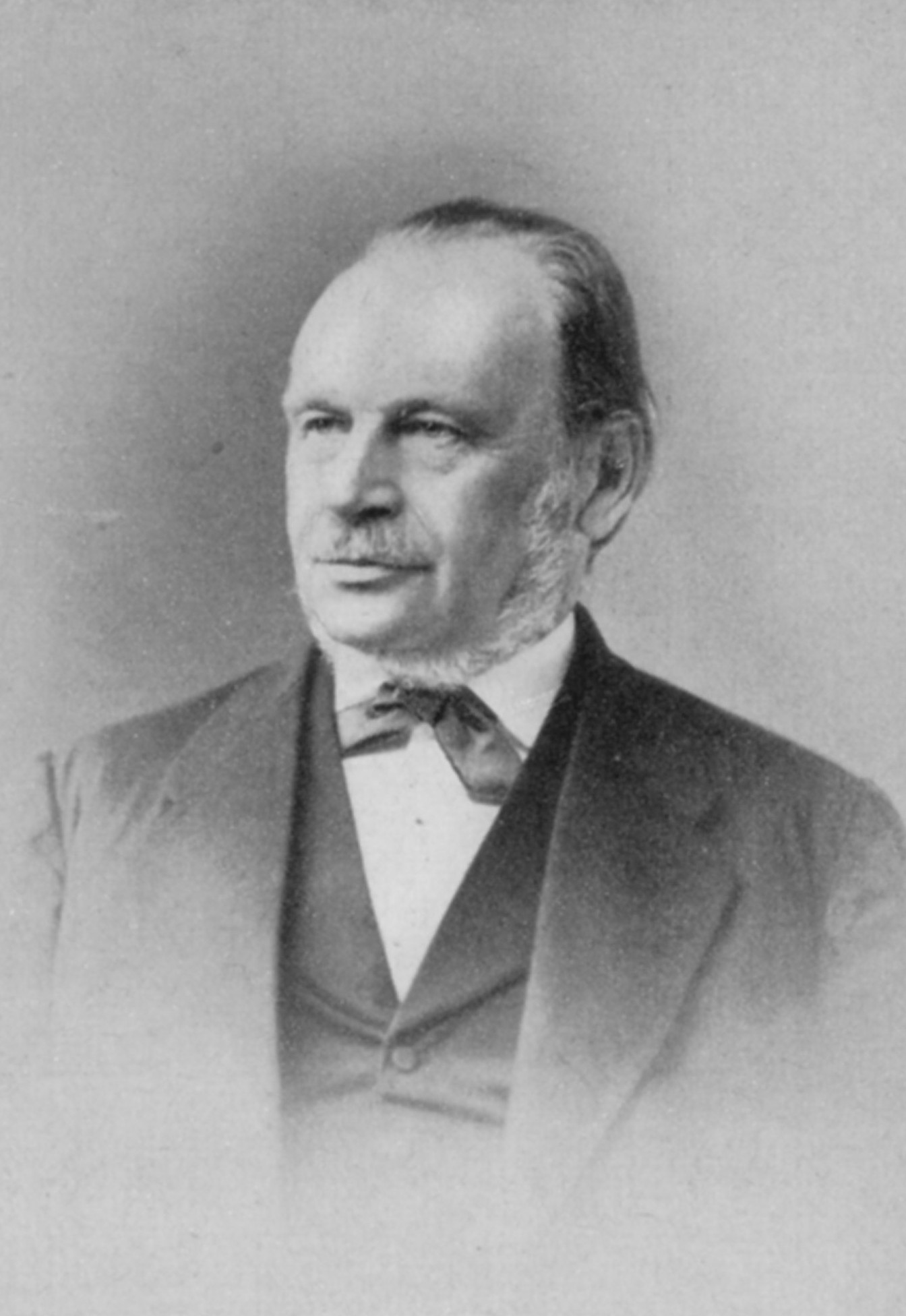
Carl Geiger

Carl Christoph Friedrich Geiger (* 3. September 1811; † 6. Juni 1892 in Stuttgart) war ein deutscher Optiker und Mechaniker. 

## Leben
Carl Geiger machte eine Mechaniker-Lehre; seine Wanderschaft führte ihn von 1826 bis 1831 nach Hamburg, Halle, Leipzig und Wien. 1832 eröffnete er ein eigenes Geschäft in Stuttgart. Er erweiterte den Betrieb mehrmals und zog 1844 in die Königstraße 49. 1840 führte er die ein Jahr zuvor erfundene Daguerreotypie in Stuttgart ein. 1843 stellte er die ersten Telegrafen und schließlich sämtliche Telegrafenapparate für Württemberg her, wofür ihm der Titel Telegrapheninspektor verliehen wurde.
1857 zog Geiger mit seinem Geschäft in die Tübinger Straße 19, zu den hergestellten Produkten kamen Nivellierinstrumente, Nähmaschinen und Zahnbohrmaschinen hinzu.
Carl Geiger war daneben in Stuttgart Stadtrat ehrenhalber. 1870 schied er aus der Firma aus und überließ sie seinem Sohn Theodor.